# Canton d'Aix-en-Provence-Nord-Est
Le canton d'Aix-en-Provence-Nord-Est est une ancienne division administrative française située dans les Bouches-du-Rhône, dans l'arrondissement d'Aix-en-Provence.
Il est supprimé à la suite du redécoupage cantonal de 2014.

## Composition
Le canton d'Aix-en-Provence-Nord, puis Nord-Est se composait d’une fraction de la commune de Aix-en-Provence et de quatre autres communes. Il comptait 54 510 habitants (population municipale) au 1er janvier 2012.
| Nom                         | Code Insee | Intercommunalité                   | Population (dernière pop. légale)                |
| --------------------------- | ---------- | ---------------------------------- | ------------------------------------------------ |
| Aix-en-Provence (chef-lieu) | 13001      | Métropole d'Aix-Marseille-Provence | Fraction : 41 784(2012) Commune : 143 006 (2016) |
| Saint-Marc-Jaumegarde       | 13095      | Métropole d'Aix-Marseille-Provence | 1 193 (2014)                                     |
| Le Tholonet                 | 13109      | Métropole d'Aix-Marseille-Provence | 2 369 (2014)                                     |
| Vauvenargues                | 13111      | Métropole d'Aix-Marseille-Provence | 1 032 (2014)                                     |
| Venelles                    | 13113      | Métropole d'Aix-Marseille-Provence | 8 349 (2014)                                     |

## Quartiers d'Aix inclus dans le canton
- Les Lauves
- Pont de Béraud
- Puyricard
- Val-Saint-André
- Célony
- Les Platanes
- Les Pinchinats
- Couteron
- Pontès

## Représentation

### Conseillers généraux de l'ancien canton d'Aix-en-Provence-I puisNord(1833-1982)
| Période | Période           | Identité                                   | Étiquette                | Qualité |
| ------- | ----------------- | ------------------------------------------ | ------------------------ | --- |
| 1833    | 1842 (décès)      | Jean-Baptiste Bernard (1784-1842)          |                          | Doyen de la Faculté de Droit d'Aix-en-Provence                                                                                     |
| 1842    | 1848              | Amédée Bouteuil (1791-1878)                |                          | Doyen de la Faculté de Droit d'Aix-en-Provence                                                                                     |
| 1848    | 1852              | Gustave de Laboulie                        | Légitimiste              | Magistrat Député (1834-1837 et 1848-1851)                                                                                          |
| 1852    | 1856              | Hippolyte Mollet                           |                          | Conseiller à la Cour d'Aix-en-Provence                                                                                             |
| 1856    | 1856 (décès)      | Charles Pierre Joseph de Gras de Prégentil |                          | Propriétaire, maire de Mimet |
| 1856    | 1861              | Comte Henri Siméon                         | Centre puis Bonapartiste | Ancien Préfet Député (1843-1848 et 1850-1851) Sénateur (1852-1870)                                                                 |
| 1861    | 1871              | Louis-Hippolyte Féraud-Giraud              |                          | Conseiller à la Cour d'Aix-en-Provence                                                                                             |
| 1871    | 1871              | Ernest Brémond                             |                          | Avocat à Aix-en-Provence |
| 1871    | 1883              | Jean-Philippe Casimir Alexis               | Républicain              | Pharmacien à Aix-en-Provence |
| 1883    | 1889              | Léon Chabrier                              | Républicain              | Chef interne à l'hospice d'Aix-en-Provence, conseiller d'arrondissement                                                            |
| 1889    | 1907              | Gabriel Baron                              | Socialiste               | Avocat Maire d'Aix-en-Provence (1896-1897) Député (1902-1910)                                                                      |
| 1907    | 1908 (annulation) | Emmanuel Cat                               | Républicain Progressiste | Conseiller municipal puis Premier adjoint au maire d'Aix-en-Provence                                                               |
| 1908    | 1913              | Gabriel Baron                              | SFIO                     | Avocat |
| 1913    | 1919              | André Lefèvre                              | Rad.                     | Président du Conseil Municipal de Paris (1907-1908) Sous-Secrétaire d'État (1910-1911) Député des Bouches-du-Rhône (1910-1924)     |
| 1919    | 1934 (décès)      | Joseph Jourdan (1857-1934)                 | URD                      | Marchand de bois Maire d'Aix-en-Provence (1919-1934)                                                                               |
| 1935    | 1940              | Paul Roubaud (1895-1973)                   | Rad.ind.                 | Maître Imprimeur à Aix-en-Provence, conseiller d'arrondissement Nommé conseiller départemental en 1943                             |
|         |                   |                                            |                          | |
| 1943    | 1945              | Célestin Coq (1893-1980)                   |                          | Ingénieur constructeur matériel hydraulique, industriel Maire d'Aix-en-Provence (1940-1944) Nommé conseiller départemental en 1943 |
|         |                   |                                            |                          | |
| 1945    | 1958              | Max Juvénal                                | SFIO                     | Avocat, ancien conseiller d'arrondissement Député (1945-1958) Président du Conseil Général des Bouches-du-Rhône (1953-1955)        |
| 1958    | 1964              | Henri Mouret                               | DVD                      | Avoué - Maire d'Aix-en-Provence (1945-1967)                                                                                        |
| 1964    | 1982              | Félix Ciccolini                            | SFIO puis PS             | Avocat - Maire d'Aix-en-Provence (1967-1978) Suppléant du député Louis Philibert (1967-1973) Sénateur (1971-1989)                  |

### Conseillers d'arrondissement d'Aix-en-Provence-Nord (de 1833 à 1940)
| Période                                  | Période      | Identité                           | Étiquette   | Qualité |
| ---------------------------------------- | ------------ | ---------------------------------- | ----------- | --- |
|                                          |              |                                    |             | |
| 1836                                     | 1845         | M. Pontier                         |             | Avoué à Aix                                                                                                 |
| 1845                                     | 1848         | M. Barbier                         |             | Avoué à Aix                                                                                                 |
|                                          |              |                                    |             | |
| 1852                                     |              | Jean-François-Roch Guitton-Talamel |             | Propriétaire et négociant à Aix                                                                             |
|                                          |              |                                    |             | |
|                                          | 1871         | M. Aubert                          |             | Propriétaire rue d'Italie à Aix-en-Provence                                                                 |
| 1871                                     | 1883         | Léon Chabrier                      | Républicain | Chef interne à l'hospice d'Aix-en-Provence, Président du Conseil d'arrondissement                           |
| 1883                                     | 1889         | Antoine Chambarel                  | Républicain | Fabricant de chaussures à Aix-en-Provence                                                                   |
| 1889                                     | 1895         | Ernest Lunel                       |             | Fabricant de savons, Président du syndicat des huiles                                                       |
| 1895                                     | 1898         | Edmond Leydet (1869-1943)          | Républicain | Agent général de l'arrondissement d'Aix-en-Provence puis Sous-Préfet                                        |
| 1898                                     | 1904         | Hippolyte Lobin                    | Radical     | Ingénieur-constructeur, Président du Conseil d'arrondissement                                               |
| 1904                                     | 1910         | Emmanuel Cat                       | Républicain | Premier adjoint au maire d'Aix-en-Provence                                                                  |
| 1910                                     | 1921 (décès) | Auguste Adolphe (1867-1921)        | Radical     | Employé de commerce, Président du Conseil d'arrondissement                                                  |
| 1922                                     | 1928         | Jean-Baptiste Neyroud              | Radical     | Ancien employé des postes, conseiller municipal d'Aix-en-Provence                                           |
| 1928                                     | 1935         | Paul Roubaud                       | PDP         | Maître-imprimeur à Aix-en-Provence                                                                          |
| 1935                                     | 1940         | Max Juvénal                        | SFIO        | Avocat |
| 1940                                     |              |                                    |             | Les conseils d'arrondissement ont été suspendus par la loi du 12 octobre 1940 et n'ont jamais été réactivés |
| Les données manquantes sont à compléter. |              |                                    |             | |

### Conseillers généraux du canton d'Aix-en-Provence-Nord-Est (1982-2015)
| Période | Période          | Identité                           | Étiquette    | Qualité |
| ------- | ---------------- | ---------------------------------- | ------------ | --- |
| 1982    | 1988 (démission) | Jean-Pierre de Peretti della Rocca | UDF          | Médecin Maire d'Aix-en-Provence (1983-1989) Député (1986-1993)                                                                             |
| 1988    | 2015             | Jean-Pierre Bouvet                 | RPR puis DVD | Médecin Conseiller municipal d'Aix-en-Provence de 1995 à 2008, Adjoint au maire (2014-2020) Elu en 2015 dans le canton d'Aix-en-Provence-1 |

## Démographie
| 1982 | 1990   | 1999   | 2006   | 2011   | 2012   |
| ---- | ------ | ------ | ------ | ------ | ------ |
| -    | 49 707 | 53 477 | 56 020 | 54 209 | 54 510 |